# 신타니 카오루
신타니 카오루(일본어: 新谷 かおる 신타니 가오루[*], 본명: 신타니 카오루 (新谷 薫)1951년 4월 26일 ~)은 일본의 만화가, 동인 활동가이다. 남성이며, 오사카부 도요나카시 출신이며, 오사카 고등학교를 졸업했다.
아내는 주홍 능선 (緋の稜線)등의 작품으로 알려진 만화가 사에키 카요노 (佐伯かよの)이다.（2021년 8월 29일 사별 장녀는 내레이터 배우 신타니 마노 (新谷摩乃)이다.
대표작은 에어리어 88・두 사람 매 등 다수이다.

## 약력
중학생부터 만화를 그렸고, 고등학교 3학년때는 시노하라 토오루의 어시스턴트를 맡으면서 『소년 킹』에 투고했었다. 당초는 비행기 조종사를 목표로 하고 있었지만, 색각 이상이 확인되어 단념.고교 졸업 후에는 항공화물 관련 일을 거쳐 20세에 상경해 본격적으로 만화의 길에 뜻을 둔다.
1972년 리본 만화상 가작 입선. "리본 4월 대증간"에 게재된 "흡혈귀는 싫어!?" (吸血鬼はおいや!?)으로 데뷔. 야마토 카즈키, 야마기시 료코의 어시스턴트를 경험한다.
1973년에, 같은 「리본」에서 수상 경력이 있는 사에키 카요노 (ある佐伯かよの)와 결혼한다. 마츠모토 레이지의 버스 차내에서 사에키 카요노가 소년 선데이를 주워, 그 안에 있던  마츠모토 레이지의 어시스턴트 모집을 보고 같은 해 3월부터  마츠모토 레이지의 프로덕션 「영시사」에 들어가 어시스턴트로 2년 반 근무한다.0시사를 나온 후 '반년 정도 들썩이며' 그려 모은 원고를 "월간 플레이 코믹"에 들여와 그대로 1977년부터 전쟁터 로맨 시리즈의 연재를 시작했다.
1978년, 「주간 소년 선데이 증간호」에서 후미무라 쇼 원작 「팬텀 무뢰」의 연재를 개시한다.
1979년, 「소년 빅 코믹」에서 「에어리어 88」의 연재를 개시. 본작과 「팬텀 무뢰」의 히트에 의해 주목을 받게 된다.
1981년, 「주간 소년 선데이」에서 「두 사람 매」의 연재를 개시한다.
1984년, 「에어리어 88」과 「두 사람 매」로 제30회 쇼가쿠칸 만화상 수상.
2017년 4월 26일 66번째 생일을 맞은 것과 '크리스티 런던 매시브' 최종회 탈고를 끝으로 일시 휴필을 공식 트위터 계정으로 선언했다.

## 작풍
메카닉과 인간을 얽은 낭만, 실리아스와 개그를 믹스한 작풍이 특징이다. 등장인물은 때로 인생·사회·전쟁·테크놀로지 등에 관한 철학적인 대사를 말한다. 스타 시스템도 채택해 같은 외모, 같은 이름, 비슷한 성격의 캐릭터를 여러 작품에 다른 캐릭터로 등장시키기도 한다.
초기 작풍은 스승인 마츠모토 레이지의 영향이 강해 향수색과 감상을 앞세웠으나 소녀만화가 지망생이었던 적도 있어 점차 섬세한 펜터치로 그리게 됐다.메카닉의 묘사도 단순한 사실제일이 아니라 독특한 퍼스가 마츠모토로부터 계승되어 더욱 승화된 것으로 되어 있다.이러한 과정을 거쳐 신곡의 작풍은 '소녀만화의 감성과 소년만화의 뜨거움을 겸비한' 지극히 독자적인 색깔의 강한 작풍을 확립했다.
부부가 서로의 작품을 돕는 일도 많고 작품의 일부 캐릭터를 아내 사이키(描)가 그리고 반대로 사이키(描)의 작품 중의 메카닉을 신타니가 그리기도 한다.
클레오파트라 D.C. 모래장미 등 주인공이 해외 여러 곳에서 활약하는 작품이 많은데, 이에 대해 신타니는 어릴 적 보던 세계를 무대로 한 미국 TV 드라마 등의 영향에 따른 것이라고 말했다.

## 인물
취미는 오토바이·카메라·프라모델·비행기·스키 등으로, 그 지식이 다분히 작품에 활용되고 있다.
취미를 살려 자료 제작을 실시하고 있어 마츠모토의 만화 작품 "우주 해적 캡틴 하록"에 등장하는 야타란 부장의 모델이 되었다. 야타란이 칸사이 사투리에서 이야기해, 아무 일도 없는 한 "지금 바쁘다네' 라고 항상 프라모델에서 놀고 있는 점이 공통되고 있다.
자타가 지필임을 인정하고 있으며 서둘러 마감시간에 맞춰 대충 짜는 작품을 그리는 것보다 몇 번 고개를 숙여서라도 납득이 가는 작품을 그리는 게 낫다고도 했다.
최근 거론되고 있는 아동 포르노법 개정안에 대해서는 신중한 입장을 보이고 있으며 창작물 규제/단순 소지 규제에 반대하는 청원 서명 시민 유지의 찬동인으로 이름을 올리고 있다.
애니메이션 감독 후쿠다 기즈오는 업계에서는 유명한 신타니의 팬으로 알려져 있으며 자신이 몸담은 작품에서는 에어리어 88의 오마주와도 취할 수 있는 설정거리를 많이 등장시키고 있다.

## 작품 목록

### 만화 작품
각 작품의 상세 등에 대해서는 링크처의 각 기사를 참조. 표기는 디폴트에서는 크게 연재 작품과 단편을 나누어 각각 발표순으로 했다.나이에는 정렬을 올바르게 실시하기 위해 편의적으로 아래 붙은 문자로 숫자를 더했다.
- 〈R: 수록〉 미: 단행본 미수록 동: 동인지 수록

|  | 연재 작품 |  | 단편 |

|    | 작품명                     | 연도               | 게재                             | R  | 주기 |
| -- | -------------------------- | ------------------ | -------------------------------- | -- | --- |
| 1  | 전쟁터 낭만 시리즈         | 1977년 1- 1982년   | 월간 플레이 코믹스               | —  | |
| 2  | 은하 전사                  | 1978년 01          | 모험왕                           | —  | 원작 : 이시즈 아라시. 방사능에 오염된 지상에 초록을 되찾기 위해 일어선 소년들의 SF 이야기. 3월호-6월호 |
| 3  | 팬텀 무뢰                  | 1978년 02 - 1984년 | 주간 소년 선데이 증간호          | —  | 원작 : 후미무라 쇼 (史村翔). 1978년 4월 20일호 - 1984년 2월 10일호 |
| 4  | 일러스트 시리즈            | 1978년 03          | 월간 플레이 코믹스               | —  | |
| 5  | 은하 대전                  | 1978년 08          | 텔레비전 매거진                  | —  | 원작 : 이시모리 쇼타로 (石森章太郎) 8월 호 - 12월 호 |
| 6  | 은빛조성                   | 1978年09           | 영 코믹                          | —  | 미국 경찰, 경찰관을 그린 연작 단편 5호 - 14호, 18호 - 20호 |
| 7  | 에어리어 88                | 1979년 2- 1986년   | 소년 빅 코믹                     | —  | 1979년 8호 (4월 25일호) - 1986년 13호 (7월 11일호) |
| 8  | 시리즈 1 / 1000 sec.       | 1980년 1- 1981년   | 만화 소년                        | —  | 카메라, 카메라맨을 소재로 한 연작 작품. 1980년 2월 호 - 8월 호, 1980년 11월 호 - 1981년 4월 호 |
| 9  | 더블・니켈                 | 1980년 4           | 영 코믹                          | —  | 더블 니켈은 5센트짜리 동전 2개에 55개. 공도의 제한속도인 시속 55마일에서 유래했다. 트레일러를 소재로 한 작품 주인공 2명 모삭과 장군은 르로이 헨더슨과 라일리 오콘넬로 에어리어 88에도 게스트로 출연하고 있다. 3월 호 - 6월 호 |
| 10 | QUEEN1313                  | 1981년 3           | 마이 애니메이션                  | —  | 1313は「ダブルサーティーン」と読む。自由貿易宇宙船QUEEN1313号の乗員となったレイ・沢村の視点で描くSF作品。新谷本人は美少女がミニのチャイナドレスから太ももをチラチラ見せながらのお気楽アクション作品を要望してたが、編集の意向でシリアス作品となる。 1981年4月号 - 1984年9月号 |
| 11 | 두 사람 매                 | 1981년 6- 1985년   | 주간 소년 선데이                 | —  | 1981년 44호 - 1985년 32호 |
| 12 | 홍탄벽탄                   | 1984년 - 1985년    | 주간 소년 선데이 증간호          | —  | 1984년 7월호 - 1985년 9월호 |
| 13 | 밸런서                     | 1985년 - 1986년    | 주간 소년 선데이                 | —  | 1985년 43일 - 1986년 21일 |
| 14 | 파스칼 시티                | 1986년 1- 1987년   | 소년 빅 코믹                     | —  | |
| 15 | 클레오파트라 D.C           | 1986년 3- 1991년   | 코믹 버거                        | —  | 1986년 1호 (창간호 · 11월 25일호) - 1991년 |
| 16 | ALICE12                    | 1987년 1           | 소년 빅 코믹                     | —  | 민간 화물항공사의 파천황한 수송기 크루들을 그린 작품.성욕절륜의 중년 남자 모건 기장은 RAISE에서도 2차대전 중 폭격기 기장으로 게스트 등장했으며 모래장미에도 용병부대 대장 아놀드로 게스트 등장하기도 했다. |
| 17 | 왼쪽 옥록!!                | 1988년             | 소년 캡틴                        | —  | |
| 18 | 갓뎀                       | 1988년 1990년      | 빅 코믹 스펠리오르               | —  | |
| 19 | 엘랑                       | 1989년 1- 1991년   | 소년 캡틴                        | —  | "애란"이란 열정의 뜻. 무인도를 구입해 "자신의 나라"를 만들기 위해 소년소녀들이 세계적인 비즈니스 세계에서 두뇌싸움을 벌인다. 아라타니 카오루가 좋아하는 캐릭터, "불붙이는" 버드나무도 등장한다. |
| 20 | 모래 장미                  | 1989년 2- 1998년   | 월간 애니멀 하우스→ 영 애니멀    | —  | 月刊アニマルハウス1989年08月号 - 1992年4月号 ヤングアニマル1992年1号 - 1998年21号 |
| 21 | 젠틀만                     | 1991년 - 1993년    | 코믹 버거                        | —  | 八百萬（やお まん）はインディカーのレーサーであり、実は八百財閥の嫡出子。萬はハート財閥がF1参戦のためのドライバーとして、異母弟バーナード・ショックネルともどもスカウトされる。しかし、この陰には二つの財閥の争いもあった。“火付けの”柳こと柳恭平もハート財閥レーシングチーム監督として登場する。 新谷本人の言では、単行本の売り上げはトップクラスであったが、連載中に雑誌の編集長が変わり、誌面刷新のために連載を中断することになったとのこと。物語としては終了の体を成しているが、回収されていない伏線は多数ある。 |
| 22 | 부토비!! CPU               | 1993년 1- 1997년   | 영 애니멀                        | —  | 1993年23号 - 1997年19号 |
| 23 | 烈風伝                     | 1993년 2- 1995년   | 코믹 가이즈                      | —  | 競技スキー、ダウンヒルを主題とした作品。 1993年創刊号 - 1995年18号 |
| 24 | 드래곤 주식회사            | 1996년 - 1997년    | 소년 캡틴                        | 同 | 土地不足などから異世界の土地を取り扱うようになった現代の企業の話。掲載誌休刊につき未完。 1996年8月号 - 1997年2月号 |
| 25 | 칼의 신이 요사스럽다.      | 1999년 1- 2006년   | 코믹 플래퍼                      | —  | 少女の身体を使って仕上げられた両刃の日本刀「緋女刀」は亡くなった女性の霊が宿っていた。5本の緋女刀とそれぞれの契約者となった5人の少女の物語。コミックス全7巻。なお、7巻巻末には「8巻へ続く」の文字もあり、中断、打ち切りをうかがわせる。 1999年12月号 - 2006年6月号 |
| 26 | 일장기를 올려서            | 1999년 2- 2001년   | 코믹 버즈                        | —  | 1999年8月号 - 2001年6月号 |
| 27 | NAVI                       | 2000년 - 2002년    | 영 매거진 GT                     | —  | イギリス在住の日本人・日下龍介（くさか・りゅうすけ）は「優勝請負人」の異名を持つラリーレースのプロ・ナヴィゲーター。レース用に自作したPC「聖人（セイント）」と共にWRCの舞台を駆ける。 2000年1号、2001年2号 - 4号、2002年5号 - 6号 |
| 28 | RAISE                      | 2004년 - 2007년    | キングダム→ ヤングキングアワーズ | —  | ヤングキング別冊キングダム2004年2月号 - ヤングキングアワーズ2007年6月号 |
| 29 | 크리스티 하이텐션          | 2006년 - 2011년    | コミックフラッパー               | —  | 2006年9月号 - 2011年10月号 |
| 30 | 크리스티・ 런던 매시브     | 2011년-2017년      | コミックフラッパー               | —  | 2011年12月号 - 2017年6月号 |
| 31 | 흡혈귀는 싫어?             | 1972년             | りぼん                           | 未 | りぼん増刊りぼんコミック秋の号 |
| 32 | 손때 건강법                | 1975年1            | 週刊テレビファン                 | —  | 33号（一ノ瀬かおる名義） |
| 33 | 라스트 러브 아오야마       | 1975年2            | 週刊テレビファン                 | —  | 36号（一ノ瀬かおる名義） |
| 34 | 풍림화산                   | 1975年3            | 週刊テレビファン                 | —  | 40号（一ノ瀬かおる名義） |
| 35 | 메카닉 제미니              | 1977年2            | マンガくん                       | —  | 中東戦争を舞台に、東西陣営に分かれた双子の兄弟がF-4とMiG-21とで一騎討ちを行う。 8月号 |
| 36 | 라스트 플라이트            | 1977年3            | 週刊漫画                         | —  | ジャンボジェット機の老いた操縦士はこのフライトで定年退職となる。その機には娘が客室乗務員として乗っていた。羽田空港近くまで来て何かがコクピットに激突。墜落は免れたものの、老操縦士は視覚を失い、他のコクピット乗務員の生死も不明。そんな状態で着陸を敢行する。 |
| 37 | 파이터 2119                | 1977年4            | トップコミック                   | —  | 22世紀。地域を限定した戦争を行うことで、東西両陣営は発展しつづけていた。そんな中、戦闘機での100回出撃（達成者はごくわずかで莫大な恩給とリゾート地での生活が保証される）を間近に迎えた男がいた。 5月号 |
| 38 | 행복 연쇄                  | 1977年5            | トップコミック                   | —  | 作家志望の男は渾身のポルノ小説を「いまどき純文学は流行らない」と編集者に却下された。世間では小学生が書いたポルノ小説が大当たり。ヤケになった男だったが、なぜか次から次へと幸運が舞い込みはじめる。大金持ちの令嬢が誕生日までに結婚しなければいけないが誰でもいいので何番目に通った人を……というのに選ばれたり。 『少年/少女SFマンガ競作大全集 8』（東京三世社、1980年11月）に再録。 |
| 39 | 푸른 경쟁차                | 1978年04           | 週刊漫画                         | —  | 6月30日号 - 7月7日号 |
| 40 | 소닉 디자이너              | 1978年05           | 週刊漫画                         | —  | アメリカ空軍、海軍でそれぞれ次期主力戦闘機の試作機を開発していたが、それは近未来に出現すると想定されたMiGであった。アメリカの現状装備で最新技術を盛り込んだMiGに渡り合えるか仮想敵機として撃墜前提の実弾試験。全アメリカ軍の包囲網をかいくぐり、キューバへの亡命を図る。タイトルは「音速の脱走兵」の意。 |
| 41 | 핫 미션                    | 1978年06           | 週刊少年マガジン                 | —  | F-1パイロットはある夜、訓練ではなく実戦（ホットミッション）に巻き込まれる。核弾頭ミサイルを装備した敵航空機を撃墜するために、F-1にも対空核ミサイルが装備された。 38号 |
| 42 | 썬더볼트                   | 1978年07           | マンガくん                       | —  | ボンネビル・ソルトフラッツで速度記録車による最高速度記録に挑む物語。 7月号 |
| 43 | 정기편 (버스넘버) 101      | 1978年10           | ヤングコミック                   | —  | 飛行中の国際線旅客機101便に落雷し、副操縦士と機関士は死亡。機長も操縦ができない状態になった。 10月号 |
| 44 | 화성의 프린세스            | 1979年1            | ウィンクル増刊スターボーイ       | 未 | イラスト |
| 45 | 크래시 USA                 | 1979年3            | 月刊プレイコミック               | —  | 大量の金塊を保持し、これを市場に流すことでアメリカ経済を壊滅させようとするテロ組織に女性のみで構成される特殊部隊「KISS」が挑む。 7月号 |
| 46 | 시작번호 (프로토타입) 3000 | 1979年4            | 冒険王                           | —  | 震電をジェットエンジン化した試作機。だが、試作番号3000とはその機体のことではなかった。 8月号 |
| 47 | 마이크로 폴리스            | 1981年4            | 少年少女SFマンガ競作大全集       | —  | 10号 |
| 48 | 폭주홀릭 (역시 중독)       | 1981年5            | 月刊プレイコミック               | —  | 「エリア88」、「ファントム無頼」の登場キャラクターをスターシステム的に登場させた青春漫画。 11月号 |
| 49 | 지역 88번 외편             | 1980年2            | 小学6年生                        | 同 | 1985年発売の「新谷かおる豪華画集エリアファイル88」に収録された複製原画でのみ刊行されていたが、現在は同人誌の形で入手可能。 小学6年生3月号。 |
| 50 | 학원 3관왕                 | 1980年3            | ひとみ                           | —  | 勇気一番八王子蘭丸（はちおうじ らんまる）、力一番松平春九（まつだいら はるく）、美貌一番灘雪之丞（なだ ゆきのじょう）の学園三冠王。雪之丞の実家は置き屋だったが雪之丞が密かに憧れる姐さんに結婚の話が…… ひとみデラックス春の増刊号 |
| 51 | 구멍                       | 1981年1            | 少年少女SFマンガ競作大全集       | 未 | 7号 |
| 52 | 하이웨이 스타              | 1981年2            | 月刊サウンドレコパル             | —  | ディープ・パープルの「ハイウェイ・スター」をモチーフに事故で亡くなったバイク乗りの友人を偲ぶ。 2月号 |
| 53 | 자색 선게                  | 1982年             | 少年ビッグコミック増刊号         | —  | 極秘の政府諮問機関「紫」は、女子学生に非道を働く輩を密かに始末する女子学生3人組 |
| 54 | 바람의 전기                | 1983年1            | ビッグコミックスピリッツ         | —  | 5月30日号 |
| 55 | 코브라11                   | 1983年2            | 月刊少年マガジン                 | —  | ベトナム戦争中の日系人の攻撃ヘリパイロットを描いた読み切り作品。 7月号 |
| 56 | 백과 흑의 양               | 1986年2            | コミックNORA                     | —  | ル・マン24時間レースを舞台にした読み切り。 11月号 |
| 57 | 콘크리트 라이브            | 1987年2            | 週刊少年サンデー                 | —  | アメリカ警察物。ヘコプター部隊に配属されたばかりの新人と白バイ部隊の女性警官を軸に描く。 21号 |
| 58 | 버드랜드                   | 1987年3            | 週刊少年サンデー増刊号           | —  | スキージャンプ競技を描く。 12月号 |
| 59 | 8 - 에이트-                | 1989년             | 週刊少年サンデー                 | —  | あちこちの部隊から乗員がかき集められたB-17乗員たち。本来は10名で稼働させる機体だが名簿上は8名しかいない。 週刊少年サンデー特別編集『少年サンデー30周年記念増刊号』4月10日号 |

### 단행본
서명이 같은 물건은 【】 주기로 구분을 짓고 있다. 디폴트 표기는 작품마다 정리해 오리지널 발매순으로 했다. 판형에는 소트를 올바르게 실시하기 위해 편의적으로 윗글씨로 숫자를 더했다. 월일에도 소트를 실시하기 위해서 두 자리수가 되도록 숫자를 더하고 있다.출판사에 대해서는 이하의 약호를 이용한다.
- 〈출시：출판사〉A：아키타 서점 / AS：아사히 소노라마 / F：후타바샤 / GK：학습 연구사 / GT：환동사 / H：하쿠센샤 / K：고단샤 / M：미디어 팩토리 / S：쇼가쿠칸 / SK：스카이래브 / SC：학교 / SG：소년 화보사 / SM：소니 매거진스 / TS：도쿄 3세사 / T：도쿠마 서점

|  | 오리지널 |  | 재출판 |  | 오리지널 단편집 |  | 단편집의 재출판 |

|    | 서명                                   | 출판 | L                                      | 판형   | 발매                               | 권수 | 주기                                                         |
| -- | -------------------------------------- | ---- | -------------------------------------- | ------ | ---------------------------------- | ---- | ------------------------------------------------------------ |
| 1  | 전쟁터 낭만 시리즈                     | A    | 선데이 코믹스                          | 2 신서 | 1979년 8월 5일 - 1982년 12월 5일   | 8    |                                                              |
| 2  | 전쟁터 낭만 시리즈【호화판】           | A    | 아키타 서점 호화판                     | ?      | 1992년 10월 15일 - 1993년 9월 25일 | 5    |                                                              |
| 3  | 전쟁터 낭만 시리즈 【문고판】          | A    | 아키타 만화 문고                       | 1 문고 | 1996년 3월 - 1996년 9월            | 5    |                                                              |
| 4  | 에어리어 88                            | S    | 만화군 코믹스→ 소년 빅 코믹스          | 2 신간 | 1979년 11월 5일 - 1986년 9월 5일   | 23   | 제1권부터 제12권까지는 당초 「만화군 코믹스」로서.           |
| 5  | 에어리어 88 【와이드판】               | S    | 소년 선데이 코믹스                     | 4 사육 | 1992년 4월-1993년 10월             | 10   |                                                              |
| 6  | 에어리어 88 【스콜라 만화 문고판】     | SC   | 스콜라 만화 문고                       | 1 문고 | 1994년 9월-1991년 11월             | 13   |                                                              |
| 7  | 에어리어 88 【MF문고판】               | M    | MF문고                                 | 1 문고 | 1999년 11월 - 2000년 2월           | 13   |                                                              |
| 8  | 에어리어 88 【MF문고판】               | M    | MF문고                                 | 1 문고 | 2003년 9월 - 2004년 3월 24일       | 13   |                                                              |
| 9  | 은빛 조성                              | AS   | 선코믹스                               | 2 신간 | 1979년 12월 15일                   | 1    |                                                              |
| 10 | 은빛 조성 【버거 SC판】                | SC   | 버거 SC                                | 3 소B6 | 1989년 6월 15일 - 1989년 7월 14일  | 2    |                                                              |
| 11 | 은빛조성 【MF문고판】                  | M    | 신타니카오루 매그넘 로맨스 시리즈 1    | 1 문고 | 2006년 3월                         | 1    |                                                              |
| 12 | 소닉・디자이너                         | AS   | 선 코믹스                              | 2 문고 | 1980년 1월 30일                    | 1    |                                                              |
| 13 | 소닉・디자이너 【버거 SC판】           | SC   | 버거 SC                                | 3 소B6 | 1989년 4월 15일                    | 1    | 선코믹스판에 1화 추가함.                                     |
| 14 | 소닉・디자이너 【MF 문고판】           | M    | 신타니 카오루 매그넘 로맨 시리즈 2     | 1 문고 | 2006년 3월                         | 1    |                                                              |
| 15 | 팬텀 무뢰                              | S    | 소년 선데이 코믹스                     | 2 신간 | 1980년 3월 15일 - 1984년 4월 15일  | 12   |                                                              |
| 16 | ファントム無頼【ワイド版】             | S    | 少年サンデーコミックス                 | 4 四六 | 1991年5月 - 1991年10月             | 5    |                                                              |
| 17 | ファントム無頼【廉価版】               | S    | My First WIDE                          | ?      | 2006年3月 - 2006年6月              | 7    |                                                              |
| 18 | ダブル・ニッケル                       | TS   | マイコミックス                         | 5 A5   | 1980年10月10日                     | 1    |                                                              |
| 19 | シリーズ1/1000sec.                     | AS   | サンコミックス                         | 2 新書 | 1981年5月25日 - 1981年6月25日      | 2    |                                                              |
| 20 | シリーズ1/1000sec.【バーガーSC版】     | SC   | バーガーSC                             | 3 小B6 | 1989年10月16日 - 1989年11月15日    | 2    |                                                              |
| 21 | シリーズ1/1000sec.【スコラ漫画文庫版】 | SC   | スコラ漫画文庫                         | 1 文庫 | 1998年2月                          | 1    |                                                              |
| 22 | シリーズ1/1000sec.【MF文庫版】         | M    | 新谷かおるマグナムロマンシリーズ4      | 1 文庫 | 2006年12月                         | 1    |                                                              |
| 23 | ふたり鷹                               | S    | 少年サンデーコミックス                 | 2 新書 | 1982年6月15日 - 1985年9月15日      | 19   |                                                              |
| 24 | ふたり鷹【SV版】                       | S    | スーパービジュアルコミックス           | 4 四六 | 1990年8月20日 - 1991年3月16日      | 7    |                                                              |
| 25 | ふたり鷹【スコラ漫画文庫版】           | SC   | スコラ漫画文庫                         | 1 文庫 | 1995年3月 - 1995年7月              | 11   |                                                              |
| 26 | ふたり鷹【MF文庫版】                   | M    | MF文庫                                 | 1 文庫 | 2000年8月 - 2001年2月              | 11   |                                                              |
| 27 | QUEEN1313                              | A    | プレイコミックシリーズ                 | 3 小B6 | 1983年1月15日 - 1984年11月5日      | 2    |                                                              |
| 28 | QUEEN1313【スペシャル版】              | A    | プレイコミックシリーズスペシャル       | 5 A5   | 1990年7月25日                      | 1    |                                                              |
| 29 | QUEEN1313【文庫版】                    | A    | 秋田漫画文庫                           | 1 文庫 | 2004年10月                         | 1    |                                                              |
| 30 | 銀河戦士                               | SK   | SKYLOVEコミックス                      | 5 A5   | 1983年8月7日                       | 1    | スカイ♥ラブより限定発行。                                    |
| 31 | 新谷かおる傑作集                       | A    | ECコミックス                           | 2 新書 | 1983年8月31日 - 1983年12月10日     | 2    | 初期短編集。1巻に学園三冠王、2巻に銀河大戦が収録されている。 |
| 32 | 紅たん碧たん                           | S    | 少年サンデーコミックス                 | 2 新書 | 1985年6月15日                      | 1    |                                                              |
| 33 | 紅たん碧たん【ジェッツコミックス版】   | H    | ジェッツコミックス                     | 3 小B6 | 1994年4月30日                      | 2    | 小学館版では刊行されなかった分も含めた完全版。               |
| 34 | バランサー                             | S    | 少年サンデーコミックス                 | 2 新書 | 1986年4月15日 - 1986年7月15日      | 3    |                                                              |
| 35 | バランサー【SV版】                     | S    | スーパービジュアルコミックス           | 4 四六 | 1991年4月                          | 1    |                                                              |
| 36 | バランサー【MF文庫版】                 | M    | MF文庫                                 | 1 文庫 | 2003年11月 - 2003年12月            | 2    |                                                              |
| 37 | パスカル・シティ                       | S    | 少年ビッグコミックス                   | 2 新書 | 1987年2月5日                       | 2    |                                                              |
| 38 | パスカル・シティ【MF文庫版】           | M    | MF文庫                                 | 1 文庫 | 2001年11月                         | 1    |                                                              |
| 39 | クレオパトラD.C.                       | SC   | バーガーKC→バーガーSC                  | 3 小B6 | 1987年8月22日 - 1991年3月16日      | 8    |                                                              |
| 40 | クレオパトラD.C.【スコラ漫画文庫版】   | SC   | スコラ漫画文庫                         | 1 文庫 | 1997年2月 - 1997年7月              | 6    |                                                              |
| 41 | クレオパトラD.C.【MF文庫版】           | M    | MF文庫                                 | 1 文庫 | 2000年3月 - 2000年5月              | 6    |                                                              |
| 42 | ALICE12                                | S    | ビッグコミックス                       | 3 小B6 | 1987年10月1日                      | 1    |                                                              |
| 43 | ALICE12【ソニー・マガジンズ版】        | SM   | バーズコミックススペシャル             | 3 小B6 | 1999年8月28日                      | 1    |                                                              |
| 44 | ALICE12【MF文庫版】                    | M    | MF文庫                                 | 1 文庫 | 2007年9月1日                       | 1    |                                                              |
| 45 | 左のオクロック!!                       | T    | 少年キャプテンコミックス               | 2 新書 | 1988年5月20日 - 1988年11月20日     | 2    |                                                              |
| 46 | 左のオクロック!!【スペシャル版】       | T    | 少年キャプテンコミックススペシャル     | 3 小B6 | 1997年1月 - 1997年2月              | 2    |                                                              |
| 47 | 左のオクロック!!【MF文庫版】           | M    | MF文庫                                 | 1 文庫 | 2007年12月1日                      | 1    |                                                              |
| 48 | ガッデム                               | S    | ビッグコミックス                       | 2 新書 | 1989年1月1日 - 1990年7月1日        | 5    |                                                              |
| 49 | ガッデム【SVS版】                      | S    | スーパービジュアルコミックススペシャル | 4 四六 | 1993年5月 - 1993年8月              | 4    |                                                              |
| 50 | ガッデム【スコラ漫画文庫版】           | SC   | スコラ漫画文庫                         | 1 文庫 | 1996年5月 - 1996年9月              | 4    |                                                              |
| 51 | ガッデム【MF文庫版】                   | M    | MF文庫                                 | 1 文庫 | 2001年12月 - 2002年4月             | 4    |                                                              |
| 52 | 白と黒の羊                             | SC   | バーガーSC                             | 3 小B6 | 1990年7月                          | 1    |                                                              |
| 53 | 白と黒の羊【デラックス版】             | SC   | バーガーSCデラックス                   | ?      | 1995年12月                         | 1    |                                                              |
| 54 | 白と黒の羊【スコラ漫画文庫版】         | SC   | スコラ漫画文庫                         | 1 文庫 | 1998年5月                          | 1    |                                                              |
| 55 | 白と黒の羊【MF文庫版】                 | M    | 新谷かおるマグナムロマンシリーズ3      | 1 文庫 | 2006年4月                          | 1    |                                                              |
| 56 | 砂の薔薇                               | H    | ジェッツ・コミックス                   | 3 小B6 | 1990年1月31日 - 1999年2月5日       | 15   |                                                              |
| 57 | 砂の薔薇【文庫版】                     | H    | 白泉社文庫                             | 1 文庫 | 1999年12月 - 2000年9月             | 8    |                                                              |
| 58 | 砂の薔薇【MFコミックス版】             | M    | MFコミックス                           | 3 小B6 | 2011年2月23日 - 2011年5月23日      | 8    |                                                              |
| 59 | エラン                                 | T    | 少年キャプテンコミックス               | 2 新書 | 1990年2月20日 - 1991年4月20日      | 3    |                                                              |
| 60 | エラン【スペシャル版】                 | T    | 少年キャプテンコミックススペシャル     | 3 小B6 | 1996年12月 - 1997年01月            | 2    |                                                              |
| 61 | エラン【スコラ漫画文庫版】             | SC   | スコラ漫画文庫                         | 1 文庫 | 1998年7月 - 1998年8月              | 2    |                                                              |
| 62 | エラン【MF文庫版】                     | M    | MF文庫                                 | 1 文庫 | 2001年3月 - 2001年4月              | 2    |                                                              |
| 63 | ジェントル萬                           | SC   | バーガーSC                             | 3 小B6 | 1991年12月16日 - 1993年8月19日     | 4    |                                                              |
| 64 | ジェントル萬【スコラ漫画文庫版】       | SC   | スコラ漫画文庫                         | 1 文庫 | 1999年3月 - 1999年3月              | 2    |                                                              |
| 65 | ジェントル萬【ソニー・マガジンズ版】   | SM   | バーズコミックススペシャル             | 3 小B6 | 1999年8月                          | 2    |                                                              |
| 66 | ジェントル萬【MF文庫版】               | M    | MF文庫                                 | 1 文庫 | 2002年8月 - 2002年10月             | 3    |                                                              |
| 67 | 烈風伝                                 | GK   | ガイズコミックス                       | 3 小B6 | 1994年9月12日 - 1995年12月12日     | 3    |                                                              |
| 68 | 烈風伝【KCデラックス版】               | K    | KCデラックス                           | 3 小B6 | 1997年10月                         | 2    |                                                              |
| 69 | ぶっとび!!CPU                          | H    | ジェッツ・コミックス                   | 3 小B6 | 1995年5月31日 - 1997年12月20日     | 3    |                                                              |
| 70 | ぶっとび!!CPU【MF文庫版】              | M    | MF文庫                                 | 1 文庫 | 2003年4月 - 2003年5月              | 2    |                                                              |
| 71 | 新谷かおる―自選傑作集                  | F    | 日本漫画家大全                         | 5 A5   | 1997年11月                         | 1    |                                                              |
| 72 | 日の丸あげて                           | SM   | バーズコミックス                       | 3 小B6 | 2000年5月29日 - 2001年5月29日      | 2    |                                                              |
| 73 | 日の丸あげて【幻冬舎版】               | GT   | バーズコミックス                       | 3 小B6 | 2003年1月                          | 2    |                                                              |
| 74 | 刀神妖緋伝                             | M    | MFコミックス                           | 3 小B6 | 2000年11月1日 - 2006年7月22日      | 7    |                                                              |
| 75 | ドラゴン株式会社                       | M    | MFコミックス                           | 3 小B6 | 2001年2月                          | 1    | 同人誌にて続刊あり。                                         |
| 76 | NAVI                                   | K    | ヤングマガジンコミックス               | 3 小B6 | 2003年1月6日                       | 1    |                                                              |
| 77 | RAISE                                  | SG   | ヤングキングコミックス                 | 3 小B6 | 2005年5月1日 - 2007年9月1日        | 3    |                                                              |
| 78 | クリスティ・ハイテンション             | M    | MFコミックス                           | 3 小B6 | 2007年6月23日 - 2011年10月22日     | 7    |                                                              |
| 79 | クリスティ・ロンドンマッシブ           | M    | MFコミックス                           | 3 小B6 | 2012年6月23日 - 2017年5月2日       | 5    |                                                              |

## 기타 작품 1

### 화집
에어리어 88（신타니카오루 호화 화집）
1985년 4월 발매, 정가는 3,000엔이다. 에어리어 88의 연재 6주년 기획으로 발매된 대형 책이다. B3 컬러 포스터 8점을 받았으며, 코믹스에 미수록이었던 에어리어 88 외편의 복제 원화( 제본되지 않는 B4지 20매의 형태), 신타니 카오루의 인터뷰가 수록된 오리지널·카세트 테이프가 1개가 있다.ISBN 4-09-199551-9
클레오파트라 D.C. 일러스트레이션집
1989년 12월 발매, 정가는 2,000엔, 대형책, 62쪽. 『클레오파트라 D.C.』의 컬러 일러스트 등이 수록되어 있다.ISBN 4-7962-0009-6
아라타니 카오루 Art Collection
1999년에 가이낙스에서 발매되었다. 「에어리어 88」・「두 사람 매」・「클레오파트라 D.C.」・「모래 장미」를 비롯한 대표작 컬러 일러스트를 중심으로 작품의 제작 배경을 면밀히 밝힌 롱 인터뷰 등이 수록되어 있다.Windows와 Macintosh를 지원하는 하이브리드 CD-ROM으로, 정가는 7,800엔（특별）판이다.
에어리어 88 MANIAX
GAME BANK사에서 발매되었다. 「에어리어 88」전편을 완전 수록하고 있으며, 벽지와 미발표 컬러 원고·작품에 등장한 항공기 데이터 등이 수록되어 있다. Windows 와 Macintosh 에 대응한 하이브리드 CD-ROM 2 매 세트로, 정가는 5,800엔(세금 별도)이다.

### 화 원작 작품
온 더 웨이
1982년 쇼가쿠칸, 주간소녀 코믹 18호, 완독 작품.사에키 카요노.
DAT13 (닷새틴, ダットサーティーン)
DAT13(닷새틴) 1997년 하쿠센샤 영애니멀 제츠 코믹스(전1권).작화 : 치바 기요카즈. ISBN 4-592-13013-8
Quo Vadis（クオ・ヴァディス）
2007년 - 2018년, 겐토샤, 웹툰 GENZO, 코믹 버즈에서 연재.버즈 코믹스(전 20권, 외전 1권). 작화:사에키 카요노 (佐伯かよの)

### 동인지
드래곤 주식회사 완전판
1998년, 「88야」를 통해 코미케에서 판매. 게재지였던 소년 캡틴(토쿠마 서점간)이 휴간되어 미완이 된다. 再개간도 안 되고 코믹 발간도 절망적이어서 동인지의 가타치에서 자비 출판해 한정적으로 빛을 봤다.
자신이 주최하는 동인 서클 '88야'에서는 아내 사에키나 와다 신지, 시마모토 카즈히코와의 합작이나 콜라보레이션 작품의 발표도 있다.
또 2015년 8월 개최된 코믹마켓 88에서는 개최 횟수와 '에리어 88'에 곱하는 형태로 코미켓 준비회로부터 타진을 받아 코미켓 카탈로그의 표지 일러스트를 다루고 있다.

### 애니메이션
에어리어 88（1985년）
全3巻のOVAシリーズが製作された。「ACT I」と「ACT II」は再編集され、1985年に映画版として公開され、その後、テレビ東京でも放映された。キャストは風間真を塩沢兼人、ミッキー・サイモンを富山敬、サキを志垣太郎が演じた。
에어리어 88（2004년）
全12話のシリーズがテレビ朝日の深夜枠で放映された。原作とはかなり異なる内容となっており、戦闘機などのメカニックにCGが使われ、オリジナルキャラクターが2人登場している。風間真は子安武人が演じた。
두 사람 매
全36話のシリーズがフジテレビ系列で放映された（1984年9月27日 - 1985年7月12日）。製作は国際映画社。キャストは沢渡鷹を古谷徹、東条鷹を塩沢兼人、沢渡緋沙子を藤田淑子が演じた。
왼쪽 목록!!
全2巻のOVAが1989年に徳間コミュニケーションズから発売された。キャストは佐々木望他。
클레오파트라 D.C.
全3巻のOVAシリーズが1989年から1991年に東映ビデオから発売され、2008年にはOVA全巻を収録した「クレオパトラD.C. コンプリートDVD」も発売された。クレオパトラは川村万梨阿が演じた。
갓 뎀
全2巻のOVA（第1巻「サバイバルチェイサー」・第2巻「ゴーアヘッド」）が1990年にビクターから発売された。キャストは山寺宏一他。
부토비!! CPU
全3巻のOVAが1997年に「ピンクパイナップル」レーベルから発売され、2001年にはOVA全巻を収録したDVD「ぶっとび!!CPU 全集」も発売された。監督は日高政光、主演キャストは柊美冬。三石琴乃、宮村優子も出演。
모래 장미
1993年に東映ビデオより「砂の薔薇 雪の黙示録」が発売され、2008年にはDVD版も発売された。オリジナル脚本だが、一部の内容は原作のエピソード「チームA」を基にしている。また、2000年に「まんがビデオ」も発売された。

## 기타 작품 2
- 우주 대제 갓 시그마（1980년） - 텔레비전 애니메이션. 캐릭터 원안을 담당했다.
- 코스프레 전사 큐티 나이트（1995년） -실사 비디오 작품신타니 사령장관을 연기했다.
- WING OVER（1997년） - PS1용 플라이트 슈팅 게임.캐릭터 디자인을 담당했다.
- 웨폰 프런트라인 항공자위대 F-4 팬텀 시대를 초월한 전투기(2014년쇼치쿠)-F-4 팬텀 II 영상을 담은 작품.오디오 코멘터리로 출연하는 것 외에 부속 엽서를 그려 내리고 있다.[18]

## 어시스턴트
저명한 전 어시스턴트로 히루타 미츠루, 유우키 마사미, 시마모토 카즈히코, 타구치 마사유키가 있다.
유우키의 작품 「궁극초인 아루」에는 아라타니 부부의 아이의 이름을 소재로 내고 있는 것 외에 반대로 근년의 니타니의 작품에 등장하는 중요 인물 캐릭터는 「기동 경찰 패트롤레이버」에 등장하는 우치우미가 모델이 되고 있다.
또한 시마모토가 자저로 종종 도우러 방문했다고 말하고 있다.시마모토는 그 후, 동인지 「니타니 카오루가 되는 방법」에서 그 경험이나 니타니의 저작에 대한 분석과 견해를 이야기하고 있다.시마모토의 작품 「갈레키의 쇼」에는, 「타니 카오루」라고 하는 캐릭터가 등장.아오이 호노오에도 니타니 부부가 실명으로 등장한다.

## 기타 미디어
- 잡지 「스콜라」1989년 10월 12일호 - 카메라 특집에 코멘트「가장 사용하는 것은 카시오의 싼 일안 리플렉스」라는 것. 그 밖에도 같은 잡지에서는 메카 관계의 기사에 코멘트를 하고 있다.
- 방위청 홍보지 「시큐리터리안」1992년 11월호-자위대를 그린 작품의 특집 기사로 「팬텀 무뢰」가 다루어졌다(그 밖에, 후미무라 쇼 원작의 「우측향 왼쪽!」, 「침묵의 함대」, 「푸른 하늘 소녀대」등도 다루어지고 있었다).
- '별책 보물섬235:갑자기 최종회' 1990년대 후반-만화 연재 중단에 관한 기사에서 자신의 체험을 이야기했다.
- 월간 항공팬 2003년 1-12월호 칼럼 이머전시한 날들을 연재했다.
- 세계 걸작기 No.96 F-5E/F 타이거 II, F-20 타이거 샤크 인터뷰 게재, 내용은 에어리어 88 탄생 비화이다.
- 피겨 잡지 「레플리컨트」16호(2004년 5월 28일 발행) - 마츠모토 레이시와의 대담이 게재했다. 어시스턴트 시대의 이야기 등.「얏타란」은 오사카 사투리의 「겨우라렌」에서 왔다고 한다.

## 관련 문헌
- 만화 정보지 파후 (ぱふ) 1982년 5월호 - 특집:신타니 카오루
- 만화 정보지 파후 (ぱふ) 1984년 7월호 - 특집:신타니 카오루 2
- 갑자기 최종회 PART3 (JICC출판국 1991년) - 에어리어 88의 최종회가 게재.